# Missione internazionale di sostegno al Mali

In verde le nazioni africane che contribuiscono con truppe alla MISMA

La Missione internazionale di sostegno al Mali (in francese Mission internationale de soutien au Mali o MISMA, in inglese African-led International Support Mission to Mali o AFISMA) è una missione militare internazionale attiva dal gennaio del 2013 nel territorio del Mali; la missione, promossa sotto l'egida della Comunità economica degli Stati dell'Africa occidentale (Economic Community of West African States o ECOWAS) è stata autorizzata con la risoluzione 2085 del Consiglio di sicurezza delle Nazioni Unite.
Inizialmente prevista per il settembre del 2013, la missione è stata anticipata visto il rapido peggiorare della situazione in Mali, scosso da una sanguinosa guerra civile tra il governo centrale, i separatisti tuareg del Movimento Nazionale di Liberazione dell'Azawad e i ribelli islamisti; la MISMA si affianca ad una analoga missione militare della Francia (Operazione Serval) nel tentativo di sostenere le forze governative contro gli islamisti.

## Stati coinvolti
Le prime truppe della MISMA ad essere inviate in Mali sono state quelle nigeriane, inviate nel paese a partire dal 17 gennaio 2013, seguite da un contingente del Burkina Faso pochi giorni dopo; primo comandante della MISMA è stato nominato il generale nigeriano Abdulkadir Shehu.
All'ottobre del 2013 risultano dispiegati in Mali i seguenti contingenti:
| Nazione        | Truppe                      | Altro                                                                                                 | Note                                                     |
| -------------- | --------------------------- | --- | -------------------------------------------------------- |
| Benin          | 321 soldati, 140 poliziotti | 2 milioni di dollari al bilancio della missione                                                       | primo contingente arrivato in Mali il 23 gennaio 2013    |
| Burkina Faso   | 660 soldati                 | | primo contingente arrivato in Mali il 23 gennaio 2013    |
| Ciad           | 2.250 soldati               | 1 milione di dollari al bilancio della missione                                                       | primo contingente arrivato in Mali nel febbraio del 2013 |
| Costa d'Avorio | 175 soldati                 | 2 milioni di dollari al bilancio della missione                                                       |                                                          |
| Guinea-Bissau  | 5 soldati                   | |                                                          |
| Liberia        | 46 soldati                  | |                                                          |
| Niger          | 685 soldati                 | 2 milioni di dollari al bilancio della missione                                                       |                                                          |
| Nigeria        | 923 soldati, 7 poliziotti   | 70 soldati e tre aerei d'attacco dispiegati in Niger, 3 milioni di dollari al bilancio della missione | primo contingente arrivato in Mali il 17 gennaio 2013    |
| Senegal        | 511 soldati, 144 poliziotti | 2 milioni di dollari al bilancio della missione                                                       | primo contingente arrivato in Mali il 23 gennaio 2013    |
| Sierra Leone   | 5 soldati                   | |                                                          |
| Togo           | 739 soldati, 67 poliziotti  | | primo contingente arrivato in Mali il 22 gennaio 2013    |